# Louise Zung-nyi Loh
Louise Zung-nyi Loh (en chino simplificado: 陆慎仪; chino tradicional: 陸慎儀; pinyin: Lù Shènyí; 10 de marzo de 1900 - 25 de abril de 1981) fue una matemática, física y educadora china. Enseñó matemáticas y física en China de 1925 a 1948, y en los Estados Unidos después de 1948.

## Primeros años y educación
Loh nació en Jiangsu. Asistió al Ginling College en 1920 y 1921, y al Wellesley College desde 1921 hasta su graduación en 1924. En Wellesley fue presidenta del club de estudiantes chinos. Obtuvo una maestría en física y matemáticas en la Universidad de Cornell en 1925. Su tesis en Cornell se tituló «El efecto de la temperatura en la absorción de fluoresceína» (1925). Continuó sus estudios en Oxford de 1935 a 1937 y fue estudiante graduada en la Universidad de Míchigan en 1952.

## Carrera
Loh enseñó matemáticas y física de 1925 a 1948, en el Ginling College, la Universidad de Nankín y la Universidad de Hunan. Fue decana interina del Ginling College en 1946 y 1947. Fue fundadora de la Sociedad Matemática China y miembro de la Asociación Matemática de América, la Asociación Estadounidense de Profesores de Física y la Sociedad Estadounidense de Física.
Durante la Masacre de Nankín en 1927, Loh advirtió a los profesores extranjeros en el Ginling College del peligro que se acercaba: «Fue ella quien se dirigió a todos los laboratorios y aulas y ordenó a los profesores extranjeros que fueran a la casa de profesores de inmediato», recordó un compañero de Wellesley. También recuperó el contenido de la caja fuerte de la universidad, y organizó ropa de emergencia para los evacuados. Fue mencionada en el diario de la misionera Minnie Vautrin, conversando con Vautrin y Wu Yi-Fang sobre el futuro de la escuela.
Loh regresó a los Estados Unidos en 1948, y enseñó matemáticas y física en Wellesley College,  Smith College, Wilson College, Western College for Women. De 1956 a 1964, trabajó como física en la Base de la Fuerza Aérea Wright-Patterson.

## Vida personal
Loh murió en 1981, a la edad de 81 años, en Ohio. Dejó dinero para establecer el Fondo de Becas Louise Zung-nyi Loh en la Universidad Estatal de Ohio, para apoyar a los estudiantes interesados en los estudios de Asia Oriental.